# Vladímir Diatchin
Vladímir Diatchin (Rusia, 14 de octubre de 1982) es un nadador ruso retirado especializado en pruebas de larga distancia en aguas abiertas, donde consiguió ser campeón mundial en 2003 en los 10 km en aguas abiertas.

## Carrera deportiva
- En el Campeonato Mundial de Natación de 2001 celebrado en Fukuoka (Japón), ganó la medalla de plata en los 10 km en aguas abiertas, con un tiempo de 2:01:06 segundos, tras su paisano ruso Yevgueni Bezruchenko (oro con 2:01:04 segundos) y por delante del italiano Fabio Venturini (bronce con 2:01:11 segundos).

- Al año siguiente, en el Campeonato Mundial de Natación en Aguas Abiertas de 2002 celebrado en la ciudad egipcia de Sharm el-Sheij ganó el bronce en los 10 kilómetros aguas abiertas, con un tiempo de 1:49:35 segundos, tras su compatriota Yevgueni Koshkarov y el italiano Simone Ercoli.

- Otro año después, en el Campeonato Mundial de Natación de 2003 celebrado en Barcelona ganó medalla de oro en los 10 kilómetros aguas abiertas, y el bronce en los 5 kilómetros aguas abiertas.

- Siete años después, en el Campeonato Mundial de Natación en Aguas Abiertas de 2010 celebrado en Roberval (Canadá) volvió a ganar una medalla en los 10 kilómetros, la de bronce, con un tiempo de 2:01:03 segundos, tras el italiano Valerio Cleri y su compatriota ruso Yevgueni Drattsev.